# Butanojska kislina
Masléna kislína (iz grškega βούτῡρον [butiron] - maslo, IUPAC-ime: butanojska kislina) je karboksilna kislina s kemijsko formulo CH3CH2CH2-COOH. Nahaja se med drugim v žaltavem maslu, po čemer je dobila ime. Maslena kislina je tudi v parmezanu in izbljuvkih in daje značilen telesni vonj. 
Soli in estri maslene kisline se imenujemo butanoati ali butirati.
Maslena kislina ima žarek okus s sladkastim priokusom in neprijeten vonj. Človek lahko zazna koncentracijo 10 ppm, medtem ko lahko nekateri sesalci zaznajo veliko manjše količine, na primer pes 10 ppb.

## Kemijske lastnosti
Maslena kislina je kratkoverižna maščobna kislina, ki se pojavlja v naravnih maščobah in oljih zlasti v obliki estrov. Trigliceridi z masleno kislino predstavljajo okoli 3–4 % masla. Ko maslo postane žaltavo, se maslena kislina zaradi hidrolize sprosti iz trigliceridov in zaznamo neprijeten vonj. Je šibka kislina z vrednostjo pKa 4,82 (podobno kot ocetna kislina, pri kateri je pKa 4,76). 
Maslena kislina se v čisti obliki nahaja pri sobnih razmerah v obliki brezbarvne kapljevine, ki se zlahka meša z vodo, etanolom in etrom. Od vodne faze jo lahko ločimo z dodatkom soli, na primer kalcijevega klorida.
Strukturni izomer maslene kisline je izomaslena ali 2-metilpropanojska kislina.

## Pridobivanje
Industrijsko jo pridobivajo s fermentacijo sladkorja ali škroba ob dodatku pokvarjenega sira; dodan kalcijev karbonat nevtralizira nastale kisline. Fermentacija škroba do maslene kisline pospeši bakterija Bacillus subtilis. 

## sklici
1. ↑  F.J.  Strieter, D.H. Templeton  (1962). Crystal structure of butyric acid. Acta Crystallographica 15 (12): 1240. doi: 10.1107/S0365110X6200328X.
2. 1 2  D.R. Lide, urednik (2009). CRC Handbook of Chemistry and Physics. 90. Izdaja.  Boca Raton, Florida: CRC Press. ISBN 978-1-4200-9084-0.
3. 1 2 3 4  P.J. Lindstrom, W.G. Mallard, urednika. Butanoic acid.  NIST Chemistry WebBook. NIST Standard Reference Database Number 69. National Institute of Standards and Technology, Gaithersburg MD. Pridobljeno 13. Junija 2014.
4. 1 2 3 4 5 6 7 8 9 10  Butyric acid. PubChem.
5. ↑  Butanoic Acid. ALS Environmental. Pridobljeno 13. junija 2014.
6. 1 2  Butanoic acid Arhivirano 2016-05-09 na Wayback Machine..
7. 1 2 3  Sigma-Aldrich Co., Butyric acid. Pridobljeno  2014-06-13.
8. ↑  »Adimix Sodium Butanoate information« (PDF). Arhivirano (PDF) iz spletišča dne 26. marca 2009. Pridobljeno 27. oktobra 2008.